# Thienemanniella lobapodema
Thienemanniella lobapodema är en tvåvingeart som beskrevs av Hestenes och Ole Anton Saether 2000. Thienemanniella lobapodema ingår i släktet Thienemanniella och familjen fjädermyggor. Inga underarter finns listade i Catalogue of Life.